# Driver: Vegas
Driver: Vegas è un videogioco per telefono cellulare sviluppato da Gameloft e Glu Mobile e uscito nel 2006. È ambientato dopo gli eventi di Driver 3, ma non è canonico e non fa parte della serie principale di Driver.

## Trama
La trama di Driver: Vegas si svolge dopo la fine di Driver 3, con Tanner al pronto soccorso. Il suo cuore è stato messo in moto e decide di inseguire Jericho, il criminale che non è riuscito a uccidere in Driver 3 . Per fare questo, deve recarsi a Las Vegas, Nevada.

## Modalità di gioco
Ci sono alcune missioni a piedi in Driver: Vegas, ma la maggior parte delle missioni sono basate sulla guida.

## Accoglienza
GameSpot - 3,9/10
IGN - 8,6/10
Pocket Gamer - 2 stelle su 5